# يوليا مايرشوك
يوليا مايرشوك (مواليد 20 أبريل 1977) هي ممثلة أوكرانية، أشتهرت لدورها في فيلم ترسجردير.

## روابط خارجية
- يوليا مايرشوك على موقع IMDb (الإنجليزية)
- يوليا مايرشوك على موقع ألو سيني (الفرنسية)
- يوليا مايرشوك على موقع قاعدة بيانات الفيلم (الإنجليزية)
- يوليا مايرشوك على موقع كينوبويسك (الروسية)